# Skała
Skała – naturalnie powstały zespół minerałów. W geologii do skał zalicza się także naturalnie powstałe osady nieskonsolidowane, z wyjątkiem gleb. Skały występują w skorupie ziemskiej, a także na innych planetach.

## Podział petrograficzny
Najczęściej stosowany w petrografii podział skał opiera się na ich genezie i obejmuje trzy główne grupy: skały magmowe, skały osadowe i skały metamorficzne (skały przeobrażone).

### Skały magmowe
Skały magmowe swoje powstanie zawdzięczają zjawiskom wulkanizmu i plutonizmu, podczas których magma zastyga pod albo na powierzchni Ziemi (pod postacią lawy). Skały powstające pod powierzchnią Ziemi są nazywane plutonicznymi, a powstające na jej powierzchni – wulkanicznymi. Skład obydwu różni się, ponieważ zastygająca lawa oddaje do atmosfery związki lotne (np. wodę), a więc nie mogą w niej powstawać minerały zawierające takie związki. O tempie wzrostu kryształów decyduje też czas zastygania magmy.

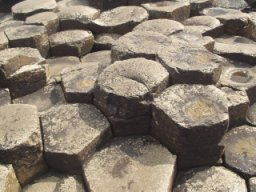
Kolumny bazaltowe – Grobla Olbrzyma

Skały wulkaniczne mogą powstawać bezpośrednio z lawy (skały wylewne) lub z materiału gwałtownie wyrzuconego w powietrze przez wulkan (skały piroklastyczne). Najdrobniejsze cząstki skał piroklastycznych mogą krążyć w atmosferze przez wiele lat (przykładem wpływu pyłu piroklastycznego są anomalie pogodowe, obserwowane po wybuchu wulkanu Krakatau), opadają na Ziemię najczęściej już w postaci stałej. Do skał piroklastycznych zaliczyć można bomby wulkaniczne, pumeks, popioły wulkaniczne i tufy.
Skałami pośrednimi pomiędzy wulkanicznymi a plutonicznymi są skały żyłowe (hipabisalne), które krystalizowały na niewielkich głębokościach, w otoczeniu starszych skał. Zależnie od głębokości powstawania, ich właściwości fizyczne będą zbliżone do jednych bądź drugich. Miąższości skał żyłowych mogą się wahać od kilku centymetrów do kilkuset metrów, a ich długość do kilku kilometrów.

#### Struktura
Budowa wewnętrzna skał magmowych jest uzależniona głównie od głębokości, na której powstają. Im głębiej krystalizują, tym dłużej oddają ciepło, przez co kryształy minerałów wchodzących w ich skład są większe, a więc lepiej widoczne. Skały plutoniczne mają więc strukturę jawnokrystaliczną. W przeciwieństwie do nich, w skałach wulkanicznych, które oddawały ciepło bardzo szybko, ziarna poszczególnych minerałów są na tyle małe, iż nie można ich zauważyć gołym okiem. Jest to struktura skrytokrystaliczna albo szklista. Klasycznym przykładem takiego tworu jest obsydian.
W przypadku, gdy minerały rozpoczną swoją krystalizację pod powierzchnią Ziemi, a następnie, wskutek różnych procesów, zostaną wyniesione na jej powierzchnię, tworzą się skały o strukturze porfirowej. Wśród mikroskopijnych ziaren minerałów, wykrystalizowanych na powierzchni (tzw. „ciasto skalne”) tkwią duże, stare kryształy. Taka struktura charakteryzuje np. andezyty.
W wielu skałach magmowych występują różnej wielkości i kształtu porwaki skał starszych, które ugrzęzły w magmie lub zostały przez nią „porwane” w trakcie jej przedzierania się ku powierzchni Ziemi.

#### Skład
W składzie mineralnym pospolitych skał magmowych dominują skalenie, kwarc i łyszczyki, natomiast zdecydowanie rzadziej występują amfibole, granaty, magnetyt czy pirokseny.

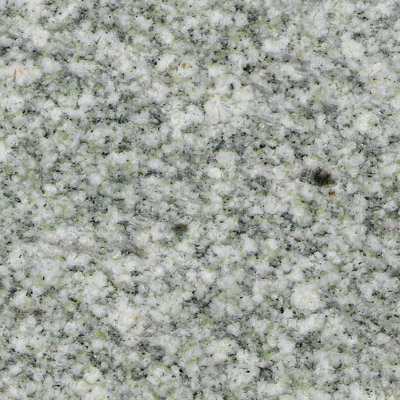
Wypolerowana powierzchnia granitu

O chemicznej klasyfikacji skał decyduje zawartość krzemionki (SiO2) w składzie wyjściowej magmy. Jej nadmiarem charakteryzują się skały kwaśne, natomiast niedoborem – zasadowe. W skałach kwaśnych krzemionka tworzy krzemiany i glinokrzemiany oraz krystalizuje w postaci kwarcu. Typowym przedstawicielem skał plutonicznych kwaśnych (granitoidów) jest granit. Odpowiednikiem granitoidów wśród skał wulkanicznych są porfiry kwarcowe. Obydwa rodzaje skał cechują się najczęściej jasnym zabarwieniem.
Skały zasadowe to skały ubogie w krzemionkę zawierające takie minerały jak np. oliwin czy skaleniowce, pozbawione zaś w swoim składzie kwarcu. Występują one zdecydowanie rzadziej na powierzchni Ziemi niż skały kwaśne i obejmują niektóre bazalty (wulkaniczne) czy gabra (plutoniczne). Skały zasadowe są najczęściej ciemne.
Skały pośrednie pomiędzy kwaśnymi i zasadowymi to skały obojętne. Plutonicznymi skałami obojętnymi są głównie sjenit i dioryt. Andezyt z kolei jest charakterystycznym przedstawicielem skał obojętnych wulkanicznych. W andezycie w cieście skalnym tkwią kryształy skaleni i amfiboli.

#### Występowanie w Polsce
W Polsce wychodnie kwaśnych skał magmowych nie zajmują dużych obszarów, są głównie na Dolnym Śląsku. Granitoidy budują Karkonosze i Tatry, spotkać je można także w wielu masywach w Sudetach i na Przedgórzu Sudeckim. Porfiry kwarcowe znaleziono w okolicach Krakowa i w Sudetach.
Skały zasadowe na powierzchni są w Polsce zdecydowanie rzadsze niż kwaśne, występują bowiem jedynie wyspowo na Śląsku – od granicy z Niemcami do Góry Świętej Anny i niedaleko Cieszyna oraz w rejonie Szczawnicy. Pospolitsze są skały obojętne, których odsłonięcia znajdują się w Sudetach i na Przedgórzu Sudeckim. Kilka  znaleziono także w Pieninach.
Bardzo dużo skał magmowych można znaleźć na Niżu Polskim, w rejonach działalności lodowców plejstoceńskich. Osadziły one bowiem materiał skalny, w tym ogromne ilości głazów narzutowych, pochodzący z tarczy skandynawskiej. Wśród utworów polodowcowych można znaleźć granitoidy, gabra, sjenity, dioryty, porfiry i wiele innych.

### Skały osadowe
Skały osadowe powstają w wyniku sedymentacji, czyli gromadzenia się materiału okruchowego, organicznego lub chemicznego w zbiornikach wodnych lub – rzadziej – w środowisku lądowym. Osady te podlegają następnie procesowi diagenezy, podczas którego zmniejsza się odległość pomiędzy poszczególnymi składnikami osadu. Diageneza jest związana z cementacją – procesem, który polega na połączeniu składników spoiwem, którym najczęściej są krzemionka, węglany, związki żelaza czy minerały ilaste. Lityfikacja powoduje z kolei przejście ze skały luźnej do skały zwięzłej.
Minerały skałotwórcze skał osadowych to przeważnie skalenie, kwarc, miki (pochodzące ze skał magmowych i metamorficznych), ale również inne minerały, powstające w środowisku sedymentacyjnym (chalcedon, opal, kalcyt, dolomit, aragonit, minerały ilaste, halit czy gips).
O wyróżnieniu podstawowych grup skał osadowych decyduje rodzaj osadzanego materiału. Z tego względu skały osadowe dzieli się na: okruchowe, organogeniczne i chemiczne.

#### Skały okruchowe

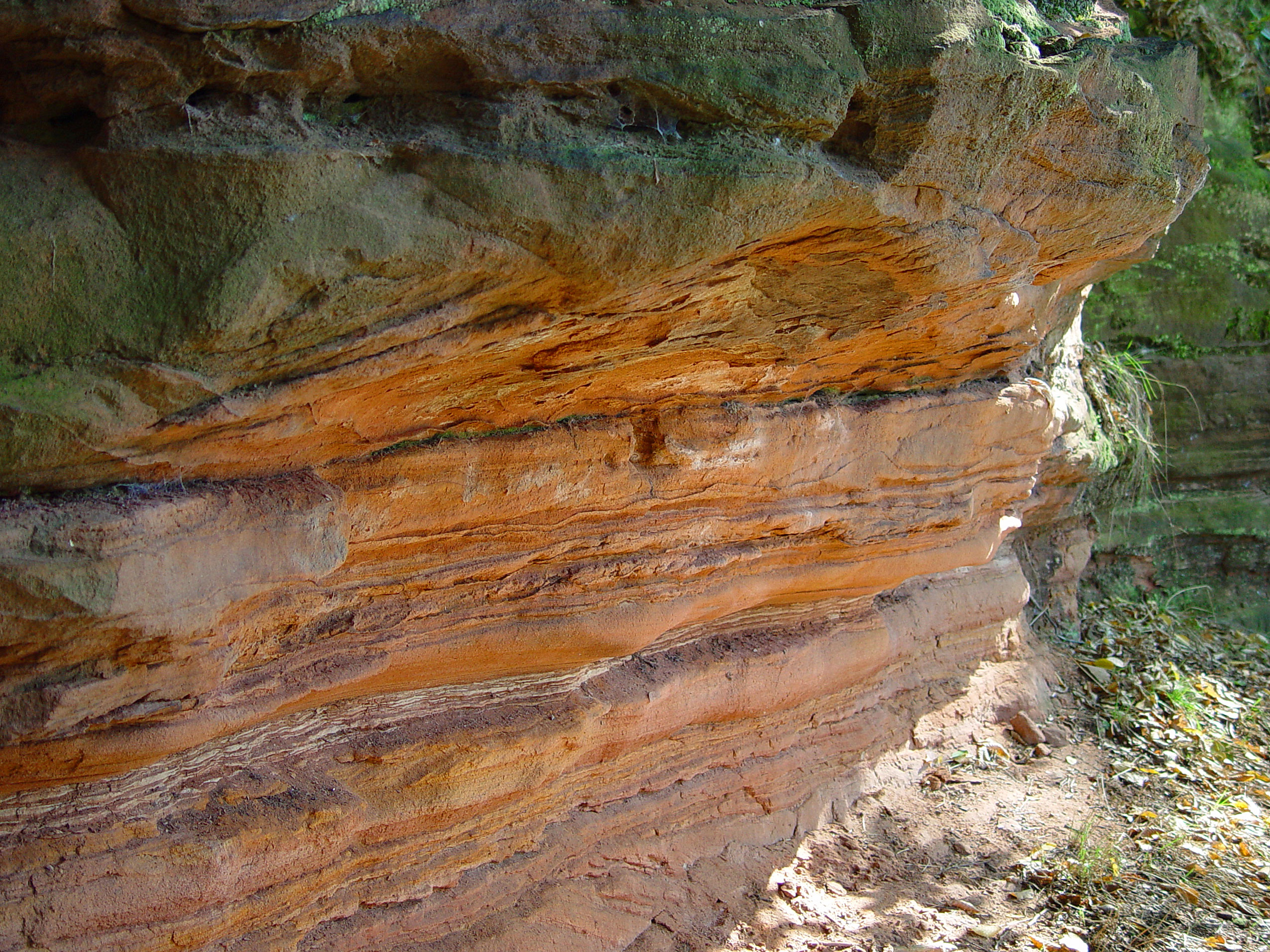
Piaskowiec

Skały okruchowe to utwory nagromadzone na powierzchni skorupy ziemskiej wskutek wietrzenia, transportu i sedymentacji. Dominują w nich materiały obcego pochodzenia, pochodzące ze zniszczenia starszych skał. Skały okruchowe mogą być skałami luźnymi lub zwięzłymi.
Główne kryterium podziału skał okruchowych opiera się na wielkości frakcji, czyli wielkości ziaren. Podział ten prezentuje tabela poniżej:
| Frakcja           | Nazwa składników                       | Skała                  | Skała                  | Wymiary składników                       |
| Frakcja           | Nazwa składników                       | luźna                  | zwięzła                | Wymiary składników                       |
| żwirowa           | blok (kanciasty) głaz (obtoczony)      | blokowisko, głazowisko | blokowisko, głazowisko | >100 mm albo >200mm (zależnie od źródła) |
| żwirowa           | okruch (kanciasty) otoczak (obtoczony) | gruz, żwir             | brekcja, zlepieniec    | 2–100 mm albo 2–200 mm                   |
| piaskowa          | ziarno                                 | piasek                 | piaskowiec             | 0,1–2 mm                                 |
| mułowa lub pyłowa | ziarno                                 | muł                    | mułowiec               | 0,01-0,1 mm                              |
| iłowa             | ziarno                                 | ił                     | iłowiec                | <0,01 mm                                 |

##### Występowanie w Polsce
Skały okruchowe są najpospolitszymi skałami w Polsce, pokrywają bowiem terytorium niemal całego kraju. Na obszarach zlodowaceń czwartorzędowych dominują gliny, iły, mułki, piaski i żwiry, a także lessy związane z akumulacją eoliczną. Piaskowce kambryjskie, dewońskie i mezozoiczne, a także mułowce, iłowce i łupki ilaste można znaleźć w Górach Świętokrzyskich. W Sudetach występują piaskowce, zlepieńce, mułowce i iłowce karbońskie w Górach Wałbrzyskich, Bramie Lubawskiej oraz w Górach Opawskich, piaskowce, mułowce i iłowce karbońskie na Pogórzu Kaczawskim, piaskowce, zlepieńce i mułowce permskie w Górach Kaczawskich, na Pogórzu Kaczawskim, Pogórzu Izerskim, Górach Suchych, Kotlinie Kłodzkiej, w Obniżeniu Kudowy, piaskowce triasowe na Pogórzu Izerskim, Pogórzu Kaczawskim i Zaworach, piaskowce i mułowce, a podrzędnie zlepieńce górnokredowe w Górach Kaczawskich, na Pogórzu Kaczawskim, Pogórzu Izerskim, w Górach Stołowych i Rowie Górnej Nysy. Prawie całe Beskidy zbudowane są z piaskowców i mułowców fliszowych oraz – rzadziej – zlepieńców i brekcji.

#### Skały organogeniczne
Skały organogeniczne swoje powstanie zawdzięczają osadzaniu się materii organicznej, zarówno roślinnej, jak i zwierzęcej w zbiornikach wodnych. Osady zbudowane ze szczątków roślin są związane głównie z tworzeniem się torfu, węgli i kredy piszącej, zaś te złożone ze szczątków zwierzęcych są podstawą radiolarytów, opok i różnych typów wapieni. Ropa naftowa i gaz ziemny wytworzyły się zarówno z planktonu zwierzęcego, jak i materii roślinnej, w warunkach niewysokiej temperatury i beztlenowego środowiska.
Na obszarach bagiennych powstaje torf, który może później przekształcić się w węgiel brunatny i węgiel kamienny.

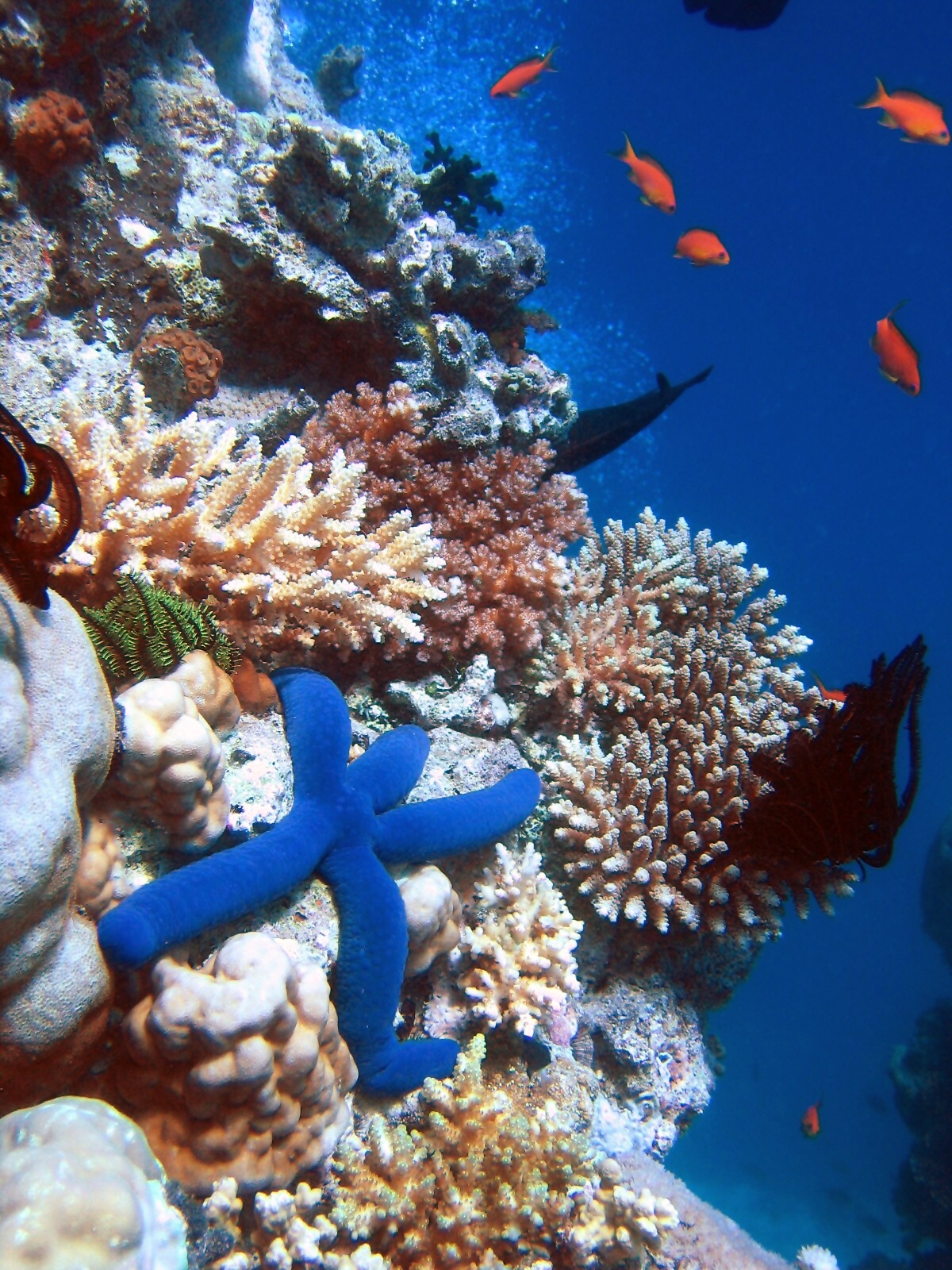
Rafa koralowa

Rafy są źródłem wielu skał węglanowych (wapieni muszlowych, gąbkowych, otwornicowych, itd.), związanych z obecnością kalcytu w szkieletach organizmów. Skały te, znajdowane m.in. na terenie Jury Krakowsko-Częstochowskiej świadczą o istnieniu w tych rejonach płytkich i ciepłych zbiorników wodnych. Organizmy, których twarde części ciała są zbudowane z krzemionki, powodują powstawanie ziemi okrzemkowej, radiolarytów czy też opok.

##### Występowanie w Polsce
W Polsce skały organogeniczne znajdują się głównie pod pokrywą osadów lodowcowych, a na powierzchnię wychodzą na Wyżynach Środkowopolskich, w Górach Świętokrzyskich, Sudetach i Karpatach. Na całym terenie kraju znajdują się natomiast skały organogeniczne, które lądolód wyrwał z formacji południowej Szwecji i niecki Bałtyku.

#### Skały chemiczne
Skały chemiczne powstają na skutek odparowania wody ze zbiornika morskiego lub słonego jeziora. Różne rodzaje skał wytrącają się przy różnym stężeniu roztworu, przy czym najwcześniej wytrącają się wapienie. Gips i anhydryt przy 20% pierwotnej objętości roztworu, sól kamienna przy 10%, natomiast sole potasowe i sole magnezowe wytrącają się przy prawie 0% pierwotnej objętości roztworu.

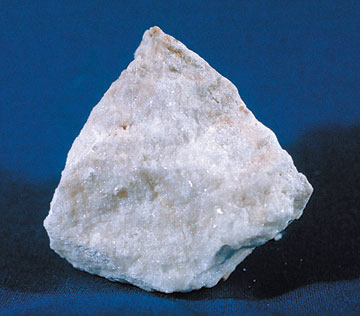
Trawertyn

Skały chemiczne to także formy akumulacji krasowej: martwica wapienna i trawertyn (tworzące się w pobliżu źródeł) i wapienie naciekowe w jaskiniach i szczelinach krasowych.

##### Występowanie w Polsce
Skały chemiczne w Polsce znaleźć można w utworach permskich i trzeciorzędowych, czyli pochodzących z okresów, gdy gorący klimat był przyczyną silnego parowania jezior, mórz i oceanów. Rozległa jest strefa występowania permskich soli kamiennych i potasowych oraz gipsów (Polska Środkowa i Zachodnia, a także Pomorze). Mniejszy zasięg mają trzeciorzędowe gipsy i sole kamienne, występujące w pasie od Ukrainy do okolic Rybnika, wzdłuż zapadliska przedkarpackiego.

### Skały metamorficzne
Skały metamorficzne tworzą się w wyników procesów metamorficznych oddziałujących na istniejące już formacje skalne. Działanie poszczególnych czynników metamorfizmu (temperatura, ciśnienie, roztwory hydrotermalne) jest uzależnione od głębokości, na których zjawisko to zachodzi, temperatury, ciśnienia, składu chemicznego i mineralnego skał wyjściowych oraz chemizmu wód (roztworów) dopływających z głębi ziemi.

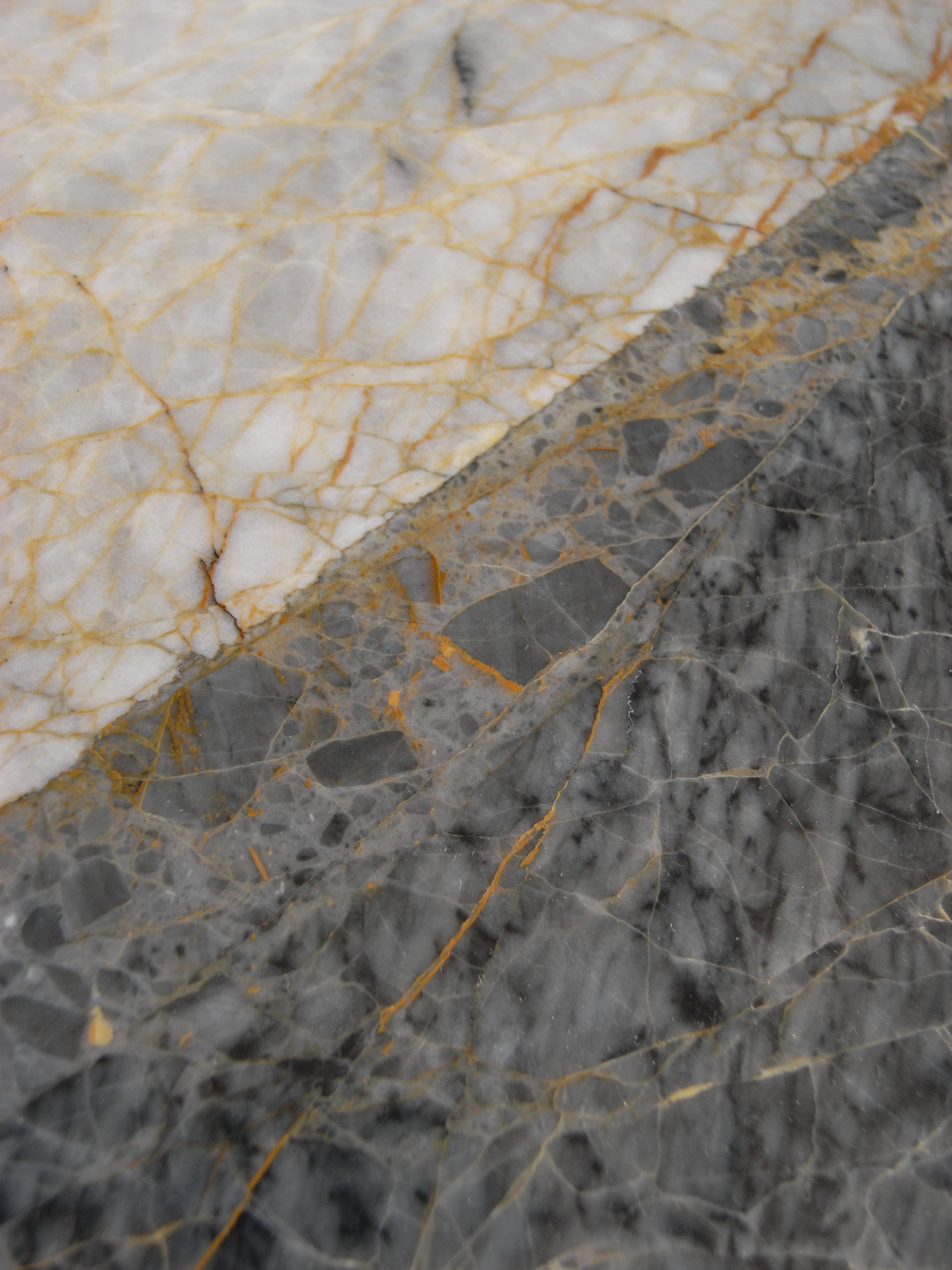
Marmur – zbliżenie na żyłkowaną powierzchnię

Skład mineralny skał metamorficznych zależy od składu skał wyjściowych, a także czynników metamorfizmu. Minerały występujące w skałach metamorficznych (kwarc, kalcyt, dolomit, magnezyt, ankeryt, magnetyt, skalenie, amfibole, pirokseny i miki) są znane już ze skał magmowych, chociaż istnieją również takie, które wymagają wysokiej temperatury i ciśnienia, aby mogły powstać (chloryt, dysten, sylimanit, andaluzyt, kordieryt, staurolit, chlorytoid, serpentyn, grafit, granaty, wolastonit).
Budowa wewnętrzna skał metamorficznych charakteryzuje się kierunkowym ułożeniem ziaren. Często są one zafałdowane.
Gnejsy posiadają skład mineralny zbieżny ze składem granitów, lecz różnią się od nich wspomnianym już wyżej kierunkowym ułożeniem ziaren i barwą. W ich skład wchodzą: kwarc, skalenie, łyszczyki (muskowit lub biotyt), chloryty, amfibole, pirokseny. Często występują w nich minerały dodatkowe: chlorytoid, staurolit, granat, sylimanit. Gnejsy powstają ze skał ilastych lub granitów.
Łupki łyszczykowe mają skład zbliżony do gnejsów: kwarc, skalenie, łyszczyki (muskowit lub biotyt), chloryty. Często występują w nich minerały dodatkowe: chlorytoid, staurolit, granat, sylimanit. Mają drobniejsze ziarno, są wyraźnie złupkowane. Powstały z przeobrażenia mułowców i iłowców.
Fyllity są słabo przeobrażonymi skałami powstałymi z iłowców. Odznaczają się doskonałą łupliwością, bardzo drobnym ziarnem, często są zafałdowane. Składają się z kwarcy, albitu, muskowitu.
Amfibolity składają się z plagioklazów, amfiboli – hornblendy, aktynolitu, tremolitu oraz chlorytu, epidotu, sporadycznie kwarcu. Powstały z przeobrażenia skał osadowych – margli lub wulkanicznych – bazaltów, andezytów lub ich tufów w warunkach wysokich ciśnień i temperatur.
Zieleńce zbudowane są z albitu, chlorytu, epidotu, kwarcu, aktynolitu, tremolitu, kalcytu. Powstały z przeobrażenia skał osadowych – margli lub wulkanicznych – bazaltów, andezytów lub ich tufów, podobnie jak amfibolity, ale w warunkach niższych ciśnień i temperatur.
Marmury, wykorzystywane bardzo często w budownictwie, powstają ze skał węglanowych, dzięki czemu w ich składzie mineralnym przeważają kalcyt i dolomit. Marmury bez domieszek są białe, niemniej jednak „czyste” marmury zdarzają się bardzo rzadko. Mogą być czarne, szare, niebieskawe, zielone, różowe, czerwone, pasiaste, „marmurkowe”. Często poprzecinane są białymi lub kolorowymi żyłkami białego kalcytu.
Kwarcyty powstają z piaskowców kwarcowych, w których spoiwo przekrystalizowało tak, że struktura wyjściowej skały stała się skrytokrystaliczna. Kwarcyty są bardzo wytrzymałe, dlatego są powszechnie stosowane w budownictwie. W płytszych strefach metamorfizmu powstają ze skał ilastych łupki i fyllity, które charakteryzują się wyraźną oddzielnością cienkich płytek. Zdolność ta była wykorzystywana niegdyś do pokrywania dachów.
Granulity są skałami powstałymi w warunkach bardzo wysokiego ciśnienia i temperatury. Są to skały drobno- lub średnioziarniste, jasne, często prawie białe, o teksturze kierunkowej lub bezładnej.
Eklogity są skałami ciemnymi, często o zabarwieniu zielonym, zwykle średnioziarnistymi, o teksturze kierunkowej lub bezładnej. Składają się z zasadowego plagioklazu oraz omfacytu (amfibolu).
Serpentynity powstały w wyniku metamorfozy skał ultrazasadowych – perydotytów, dunitów, itp.
Hornfelsy
Erlany
Skarny

#### Występowanie w Polsce
Ze skał metamorficznych zbudowane są duże partie Dolnego Śląska, przede wszystkim Sudetów, Tatr Zachodnich oraz głębokie podłoże północno-wschodniej Polski.
W Sudetach gnejsy występują w Górach Izerskich, na Pogórzu Izerskim, Karkonoszach, Rudawach Janowickich, na Pogórzu Wałbrzyskim, w Górach Sowich, Górach Orlickich, Górach Bystrzyckich, Masywie Śnieżnika, Górach Bialskich, Krowiarkach, Górach Złotych i Górach Opawskich, na Przedgórzu Sudeckim, na Wzgórzach Niemczańsko-Strzelińskich, Równinie Świdnickiej i w okolicach Wądroża Wielkiego. Występują również w Tatrach Zachodnich oraz w podłożu północno-wschodniej Polski.
Łupki łyszczykowe występują na Pogórzu Izerskim, w Górach Izerskich, Rudawach Janowickich, Górach Orlickich, Górach Bystrzyckich, Masywie Śnieżnika, Górach Bialskich, Krowiarkach, Górach Złotych i Górach Opawskich, na Przedgórzu Sudeckim oraz na Wzgórzach Niemczańsko-Strzelińskich.
Fyllity występują w dużych masach w Górach Opawskich i na Przedgórzu Paczkowskim.
Amfibolity, budują duże partie w Rudawach Janowickich i Kotlinie Kłodzkiej, a ponadto występują we wszystkich masywach zbudowanych z gnejsów i łupków łyszczykowych, również w Tatrach Zachodnich.
Zieleńce budują dużą część Gór Kaczawskich i Pogórza Kaczawskiego. Występują również na Nizinie Śląskiej w rejonie Jawora i Luboradza.
Granulity znajdują się w Górach Sowich i Górach Złotych.
Eklogity znajdują się w Górach Złotych i Masywie Śnieżnika.
Serpentynity występują w Masywie Ślęży, na Wzgórzach Niemczańsko-Strzelińskich oraz w małych wystąpieniach w Górach Sowich, Masywie Śnieżnika, Górach Bialskich i Górach Złotych.
Hornfelsy występują w obrzeżeniu masywów granitowych – w rejonie Strzegomia, w Górach Izerskich, Karkonoszach, Rudawach Janowickich, Wzgórzach Niemczańsko-Strzelińskich.
Erlany opisywano w Rudawach Janowickich, Masywie Śnieżnika, Górach Bialskich i Górach Złotych.
Skarny były przedmiotem eksploatacji w Kowarach (Podgórzu).
Marmury znane są m.in. z Sudetów (Karkonosze, Masyw Śnieżnika, Góry Złote).
Pozostałe skały metamorficzne występują przeważnie głęboko w podłożu albo w postaci polodowcowych eratyków.

## Podział mechaniczny
Skały podzielić można także pod kątem ich zachowania mechanicznego oraz przydatności jako materiału. Istnieje wiele specjalistycznych podziałów „branżowych”, nawiązujących do sposobów wykorzystania skał w gospodarce. Podstawowym podziałem geologicznym pod kątem mechanicznym jest podział na skały:
- luźne (nieskonsolidowane[b][1], niezlityfikowane[c]) – skały sypkie okruchowe (a więc jednocześnie osadowe), które nie zawierają spoiwa[2] oraz wykazują stosunkowo niewielką wytrzymałość na działanie sił zewnętrznych. Są nimi np. bloki, głazy, odłamy, kamienie, żwiry, rumosz, piaski, pyły i inne.

- zwięzłe (skonsolidowane, zlityfikowane, lite, masywne) – pozostałe, czyli skały stawiające większy opór niszczącej sile uderzenia. Zaliczają się do nich w znakomitej większości przejawy skał określane potocznie jako skała, np. piaskowiec, granit, bazalt, wapień.